# لوله‌کشی صنعتی

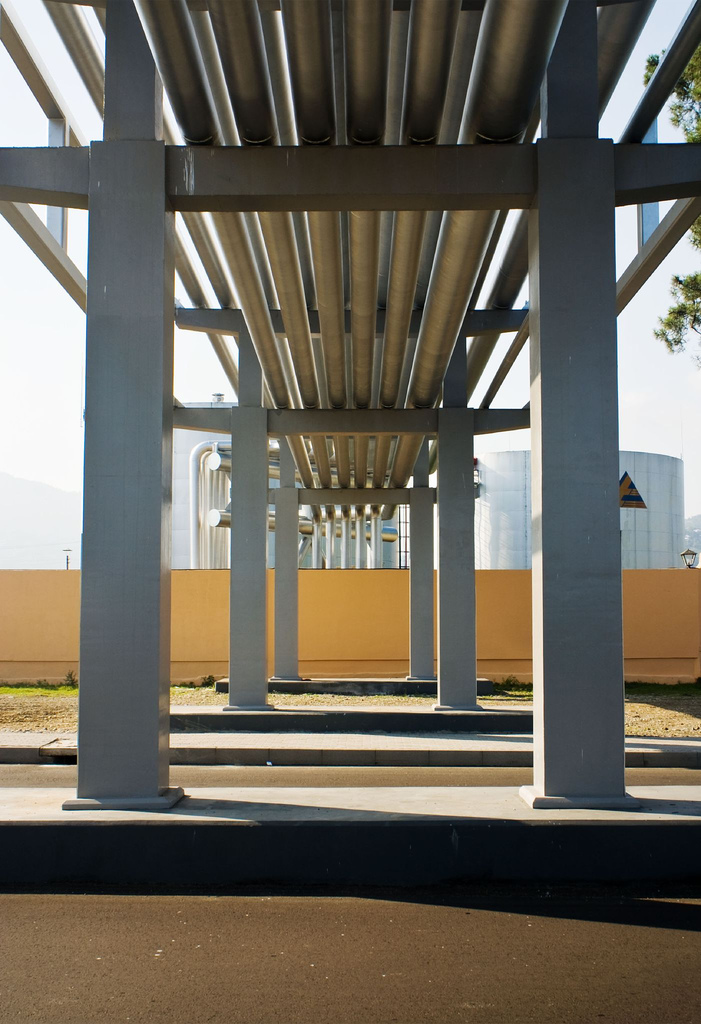
یک سیستم لوله‌کشی که برای انتقال هیدروکربن‌ها به کار می‌رود

لوله‌کشی صنعتی یا پایپینگ (به انگلیسی: Piping) شاخه ای از لوله‌کشی است که بیشتر در خارج از ساختمان‌های مسکونی، و معمولاً در کارخانه‌های فرایندی، پالایشگاه‌ها و نیروگاه‌ها و… اجرا می‌شود. عبارت «پایپینگ» در زبان انگلیسی می‌تواند به خود «مجموعه لوله‌ها» نیز اشاره کند، در این صورت منظور از «پایپینگ» یک نیروگاه، «مجموعه لوله‌های» نیروگاه می‌باشد.
هدف مهندسان از پایپینگ، انتقال سیالات به صورت بهینه و مطمئن از نقطه ای به نقطه دیگر می‌باشد.
جنس لوله‌های صنایع فرایندی می‌تواند فولاد، آلومینیوم، پلاستیک، فایبرگلاس، مس و حتی چوب و بتن باشد. اجزای روی خط از قبیل فیتینگ‌ها، شیرها و سایر تجهیزات معمولاً وظیفه تشخیص و کنترل فشار، دما و دبی جریان سیال را بر عهده دارند و معمولاً در شاخه طراحی لوله‌کشی صنعتی یا پایپینگ مورد بررسی قرار می‌گیرند. سیستم‌های لوله‌کشی صنعتی معمولاً در اسناد "نمودار خطوط لوله و ابزار دقیق (P&ID)" بایگانی می‌گردند.
در گذشته طراحی لوله‌کشی صنعتی یا پایپینگ "Drafting" خوانده می‌شد و نقشه‌های آن توسط دست و نقشه‌کش‌های صنعتی انجام می‌شد، اما امروزه این کار به کمک رایانه و توسط نرم‌افزارهای "طراحی به کمک رایانه CAD" انجام می‌شود.
لوله‌کشی تأسیسات، لوله‌کشی ای است که در انگلیسی "Plumbing" خوانده شده و بیشتر مردم با آن آشنا هستند. این نوع لوله‌کشی بیشتر در منازل مسکونی و برای فشارها و دماهای کاری پایین و انتقال آب و فاضلاب انجام می‌شود. لوله‌کشی آتش‌نشانی داخل منازل جزو همین دسته از لوله‌کشی است.
در بعضی کاربردهای خیلی پیشرفته و مهم از لوله‌هایی با آلیاژهایی از قبیل اینکونل، تیتانیوم، فولادهای زنگ نزن و سایر فولادهای گران‌قیمت استفاده می‌شود.

## تعاریف و گونه‌های مختلف لوله‌کشی
لوله‌کشی در بخش‌های مختلف با نام‌های مختلفی شناخته می‌شود. برخی از انواع لوله‌کشی به شرح زیر است:
- لوله‌کشی فرایندی (Process piping): معمولاً برای انتقال سیالات بین مخزن‌های مختلف و واحدهای فرایندی انجام می‌شود.
- لوله‌کشی خدماتی (Service Piping): معمولاً برای انتقال آب، بخار و هوای فشرده استفاده می‌شود. به این سیستم لوله‌کشی گاهی لوله‌کشی یوتیلیتی (Utility Piping) نیز گفته می‌شود.
- لوله‌کشی دریایی (Marine Piping): مربوط به لوله‌کشی انجام شده داخل کشتی هاست. این لوله‌کشی‌ها معمولاً بسیار گسترده‌است.
- لوله‌کشی انتقال (Transportation Piping): معمولاً لوله‌کشی‌هایی با قطرهای بسیار بزرگ است که برای انتقال نفت و گاز و آب و گاهی زغال‌سنگ (به صورت شناور در آب) به کیلومترها دورتر انجام می‌شود. از یک خط می‌توان برای انتقال سیالات مختلف به صورت پشت سرهم استفاده کرد. لوله‌های انشعاب هر سیال را می‌توانند به مسیر مورد نظر هدایت کنند.
- لوله‌کشی شهری (Civil Piping): لوله‌کشی انجام شده برای برای توزیع یوتیلیتی (آب و گاز و فاضلاب شهری)
- لوله‌کشی تأسیسات «لوله‌کشی تجاری» (Plumbing): لوله‌کشی انجام شده در داخل ساختمان‌ها، مدرسه‌ها، بیمارستان‌ها و … که مربوط به لوله‌کشی آب، گاز، فاضلاب، تأسیسات، سوخت مایع و آتش‌نشانی می‌باشد.

## زیر شاخه‌های لوله‌کشی صنعتی

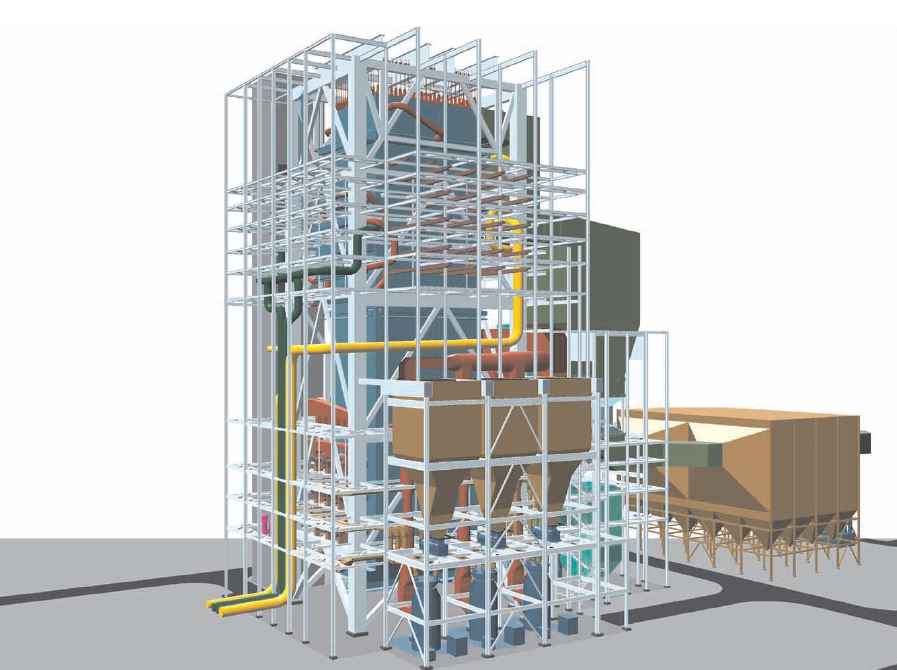
طراحی یک پلنت در نرم‌افزار PDMS

طراحی لوله‌کشی صنعتی معمولاً سه زیر مجموعه عمده دارد:
- انتخاب جنس یا متریال: این کار به کمک استانداردها و کدها یا نظام‌نامه‌های موجود، با توجه به نیازهای فرایندی، محاسبه و تعیین می‌شود.
- طراحی مسیر لوله‌ها: معمولاً به کمک نرم‌افزارهایی از قبیل پی‌دی‌ام‌اس و AVEVA E3D و AutoCAD plant 3d یا SP3D نقشه لوله‌کشی صنعتی به همراه تمام سایر اجزای کارخانه طراحی و کشیده می‌شود.
- طراحی و محاسبات تنش: که معمولاً به کمک نرم‌افزارهایی مانند CAESAR II یا AUTOPIPE محاسبه و تجزیه و تحلیل انجام می‌شود.

## نقش مواد در پایداری, محیط زیست و مصرف انرژی
پایداری در مهندسی به یکی از مهم‌ترین حوزه‌های مورد توجه در ارائه سیستم‌های زیرساختی تبدیل شده است؛ به‌ویژه در سیستم‌های لوله‌کشی که در شبکه‌های توزیع آب برای کاربردهای شهری و صنعتی استفاده می‌شوند. به دلیل گرایش به طراحی‌های پایدارتر، مهندسان وظیفه دارند امکان‌سنجی عوامل زیست‌محیطی، اقتصادی و اجتماعی پروژه‌هایی که اجرا می‌کنند را ارزیابی نمایند.
سیستم‌های لوله‌کشی که در صنایع فولاد و ساختمان نصب می‌شوند، عمدتاً از موادی مانند PVC، چدن داکتیل و بتن ساخته می‌شوند و اثرات بالایی در چرخه عمر دارند؛ زیرا تولید آن‌ها نیازمند مصرف بالای انرژی بوده و گازهای گلخانه‌ای منتشر می‌کنند. از این رو، مواد و تکنیک‌های جدید ساخت لوله که بتوانند اثرات زیست‌محیطی را به حداقل برسانند، به موضوعات بسیار مهمی برای بررسی تبدیل شده‌اند.
انتخاب مواد مورد استفاده در ساخت سیستم‌های لوله‌کشی یکی از حیاتی‌ترین عوامل موفقیت در دستیابی به پایداری است. مواد ساختمانی سنتی همچنان معایب قابل توجهی از نظر سازگاری با محیط زیست دارند، زیرا تولید آن‌ها نیاز به انرژی زیادی دارد و نرخ بازیافت آن‌ها پایین است.
مواد و پوشش‌های جدید و پیشرفته از نظر دوام، مصرف انرژی و سازگاری با محیط زیست ارزش افزوده بالقوه‌ای را ارائه می‌دهند. با این حال، تصمیم‌گیری در مورد انتخاب مواد مناسب به عواملی مانند هزینه، دوام، رفتار تحت بار و مقاومت در برابر خوردگی بستگی دارد. این فرآیند تصمیم‌گیری پیچیده است و نقش کلیدی در نهادینه‌سازی فرآیندهایی دارد که به پایداری بلندمدت شبکه‌های توزیع آب کمک می‌کند.
علاوه بر انتخاب مواد، عوامل مؤثر بر بهینه‌سازی طراحی سیستم لوله‌کشی نیز نقش مؤثری در بهبود پایداری این سیستم‌ها ایفا می‌کنند. ابزارهایی مانند تحلیل المان محدود (FEA)، دینامیک سیالات محاسباتی (CFD) و همچنین الگوریتم‌های ژنتیک که به‌تازگی به کار گرفته شده‌اند، به طور گسترده برای طراحی بهینه آرایش سیستم لوله‌کشی استفاده می‌شوند به گونه‌ای که اتلاف انرژی، دفعات مورد نیاز برای تعمیر و نگهداری و دوام سیستم را به حداقل برسانند.
این ابزارها همچنین به مهندسان کمک می‌کنند تا عواملی مانند زبری سطح لوله، مجاز خوردگی، و اثرات محیطی را تعیین کنند و در نتیجه راهکارهای مناسبی برای طراحی سیستم‌های لوله‌کشی پایدار ارائه دهند.

## اجزای لوله‌کشی
اجزایی که در سیستم‌های لوله‌کشی صنعتی به کار می‌رود معمولاً شامل یک یا چند مورد از موارد زیر است:
- لوله :  براساس عواملی مانند ماده درحال انتقال، فشار و شرایط محیطی میتواند جنس لوله متفاوت باشد.
- شیر : برای کنترل جریان مواد در یک سیستم لوله کشی بسار با اهمیت هستند.
- فیتینگ‌ها: برای اتصال لوله ها، تغییر جهت، حفظ و تنظیم جریان سیال و انشعاب گیری از خط لوله استفاده می شود. [۲]
- فلنج
- گسکت
- اتصالات قابل انبساط
- ساپورت : برای ایمن سازی و ایجاد پایداری سیستم های پایپینگ استفاده می شود.
- شیشه‌های رویت (Sight Glass)
- فیلترها و صافی‌ها
- اتصال عایقی (Insulation Joint) : نقش اساسی در حفظ دمای سیال و یا گاز منتقل شده، محافظت از سیستم لوله کشی در برابر عوامل خارجی و جلوگیری از اتلاف دما یا افزایش گرما دارد. [۳]

## استانداردهای طراحی
تعداد استانداردها و منابعی که برای اجرای لوله‌کشی صنعتی وجود دارد بسیار زیاد است، اما برخی از استانداردهای بین‌المللی طراحی لوله‌کشی صنعتی به شرح ذیل است:
- ASME یا انجمن مهندسین مکانیک آمریکا - سری استانداردهای B31
- ASTM A252 با عنوان Standard Specification for Welded and Seamless Steel Pipe Pipes (مشخصات استاندارد لوله‌های فولادی درزدار و بدون درز)
- API 5L با عنوان Steel pipe for pipeline transportation systems (لوله فولادی برای سیستم‌های خطوط لوله انتقال)